# Bomolocha californica
Bomolocha californica är en fjärilsart som beskrevs av Butler 1870. Bomolocha californica ingår i släktet Bomolocha och familjen nattflyn. Inga underarter finns listade i Catalogue of Life.